# Bällsta gård

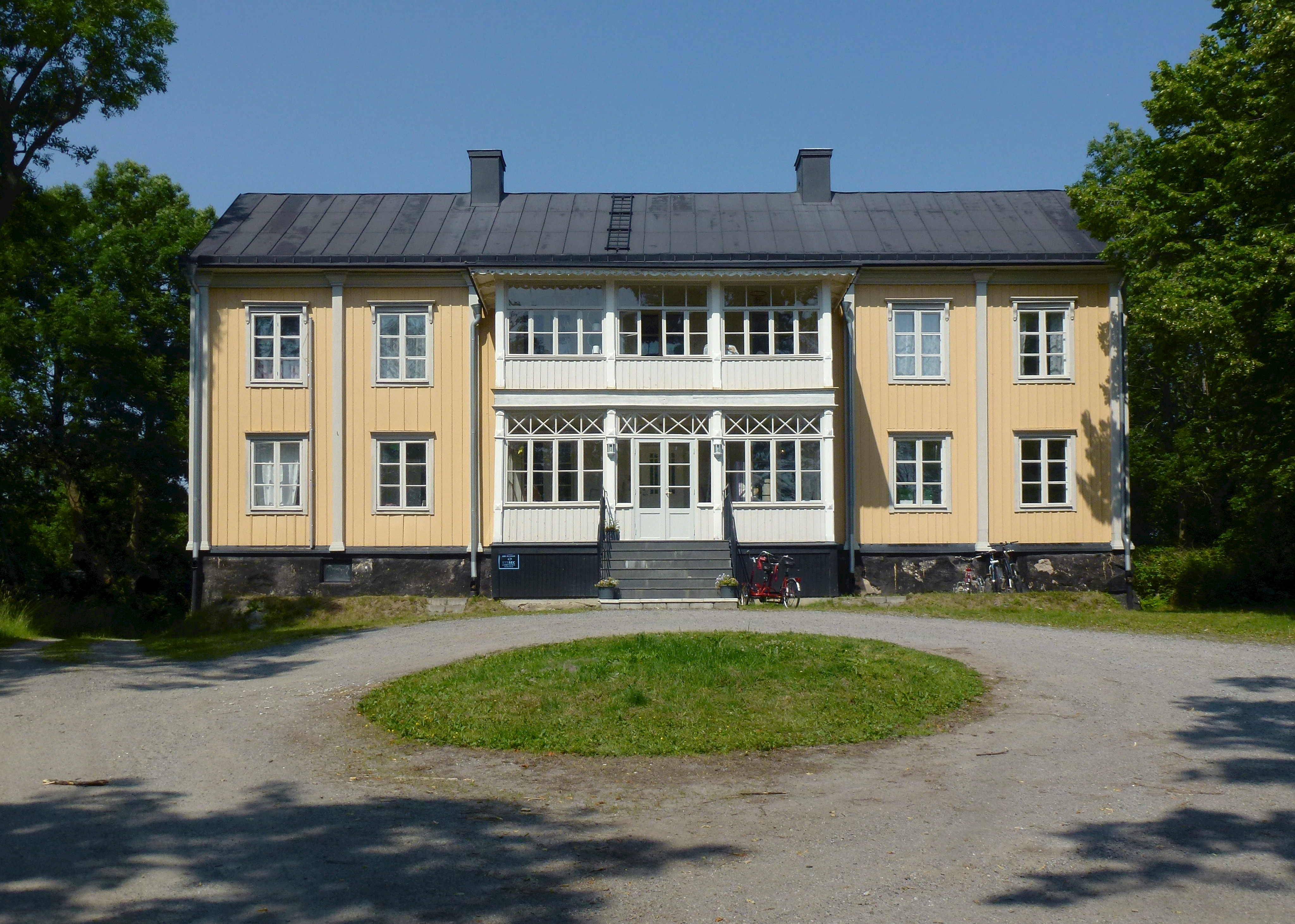
Bällsta gård i juli 2014

Bällsta gård är ett tidigare säteri som ligger i Bromma socken i nuvarande stadsdelen Bällsta i Västerort inom Stockholms kommun. 

## Historik

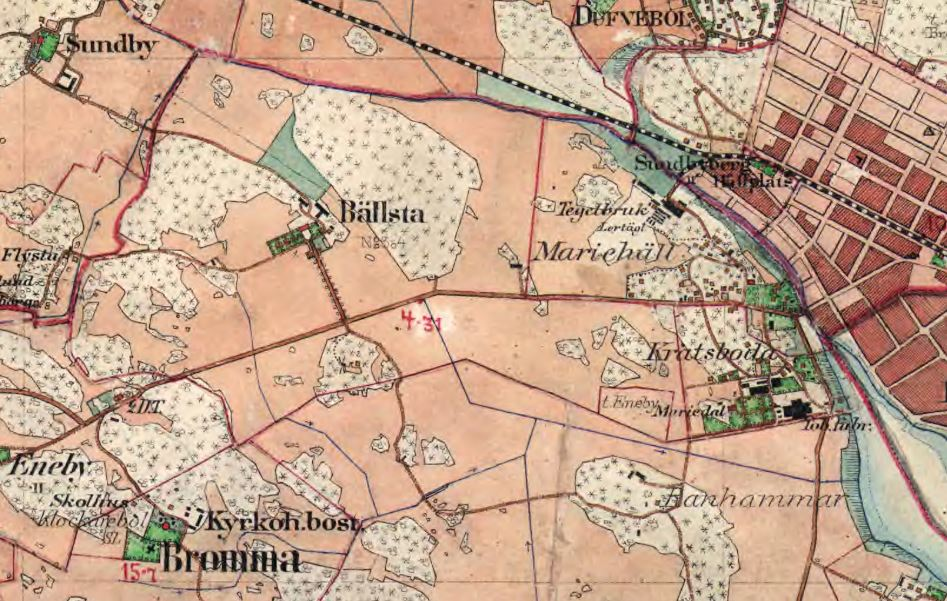
Bällsta gård omkring år 1900.

Gården var ursprungligen en av fem i en by med samma namn. Byn omnämns första gången i ett brev från 1315 som bevarats endast som 1700-talskopia. Den äldsta kända originalstavningen, de bælztæ, är från 1343.
Under medeltiden ägdes byn av olika kyrkliga institutioner och övertogs senare av Danvikens hospital. Gården fick säteristatus på 1630-talet. Den nuvarande mangårdsbyggnaden är från 1700-talets slut och allén från den tiden finns fortfarande delvis bevarad (Bällsta allé). Allén gick ner till Bällstavägen som innan Drottningholmsvägens tillkomst var huvudvägförbindelsen till Drottningholms slott. 
År 1857 höjdes huvudbyggnaden med en våning och 1871 kompletterades gårdssidan med en stor glasveranda i två våningar som gav huset sitt nuvarande utseende. Ursprungligen fanns även en köksflygel som revs 1857 när ett kök inreddes i huvudbyggnaden. Två rödmålade flygelbyggnader flankerar allén en bit söder om huvudbyggnaden. Strax söder om Bällstavägen stod väderkvarnen Bällsta kvarn som byggdes 1855 när lantbrukaren Knut Bennet var ägare till gården. Kvarnen syns på kartan från år 1900. Den flyttades på 1930-talet till sin nuvarande plats norr om Lillsjön när Bromma flygplats anlades och kallas numera Ulvsunda kvarn. 
Stockholms stad erbjöds att köpa gården 1904 för 450 000 kronor men tackade nej då man tyckte att det var för dyrt. I stället avstyckades tomter till det som sedan blev Bällsta villastad som ligger norr om gården. Återstoden köptes 1938 av Stockholms stad för 2,5 miljoner kronor.
Enligt en lokal sägen uppfanns Karlssons klister här av en man vid namn Uppfinnar-Karlsson som höll till i det gula skjulet på baksidan (nu rivet).

## Bilder

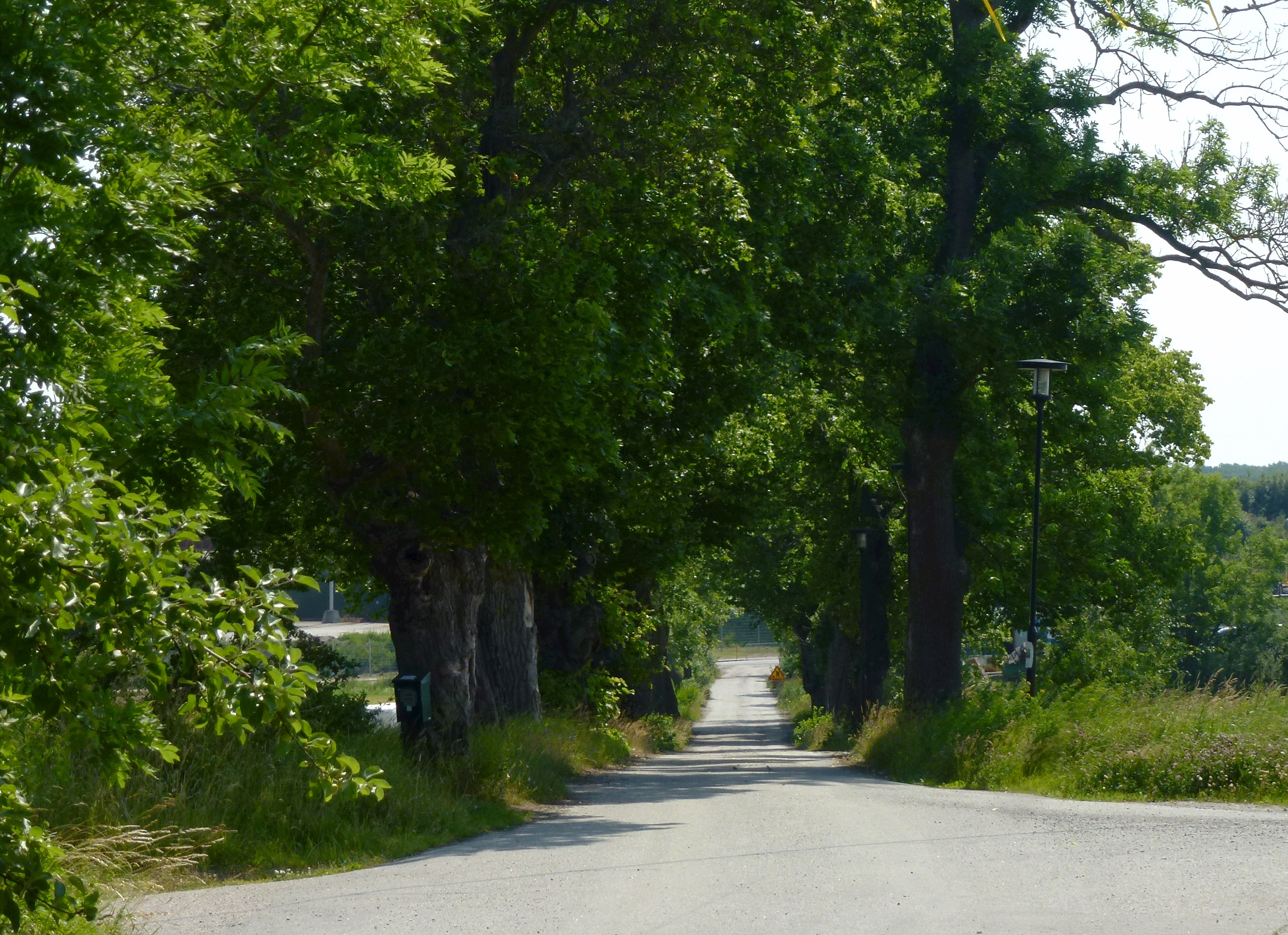
Bällsta allé
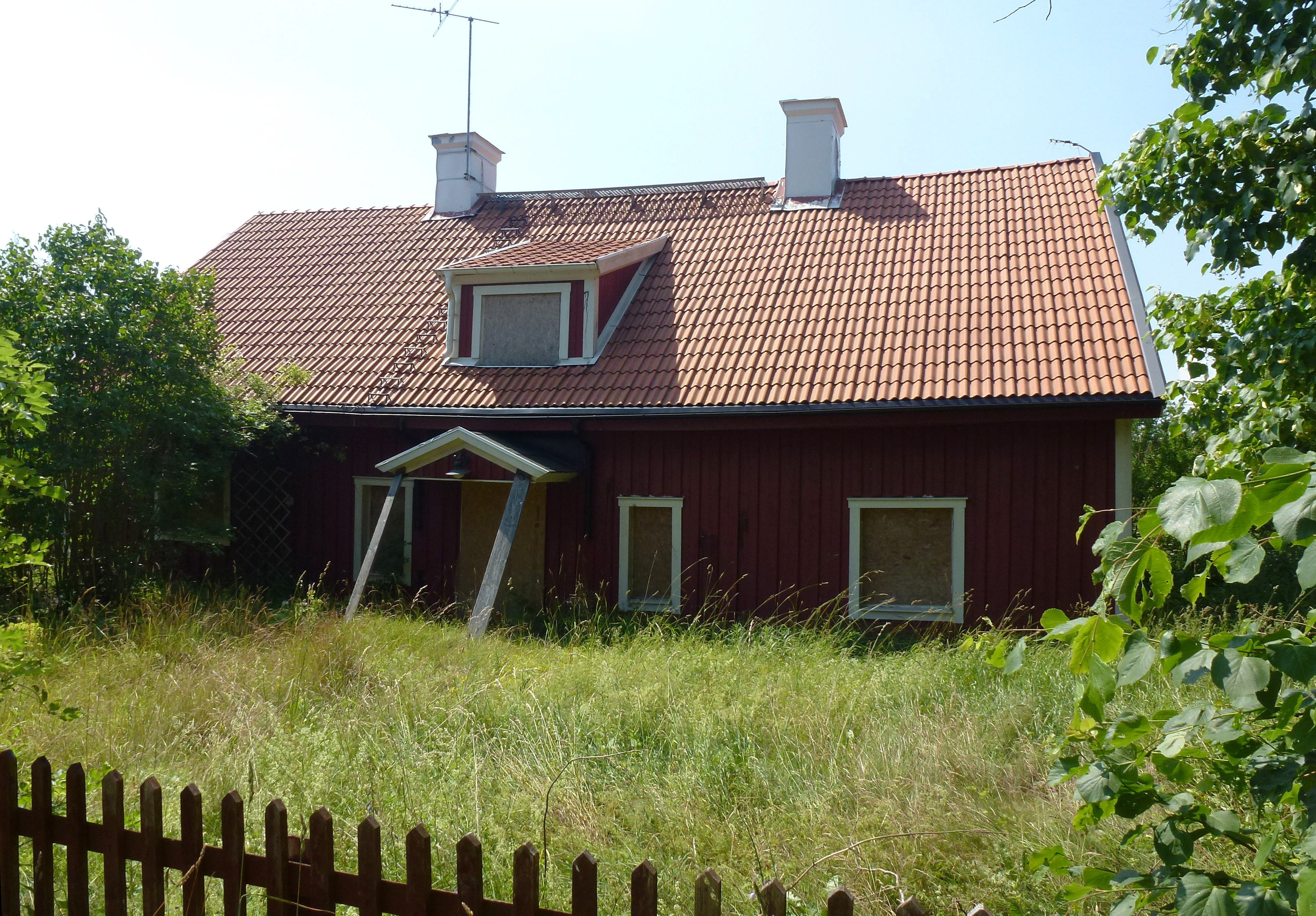
Bällsta gård, västra flygeln
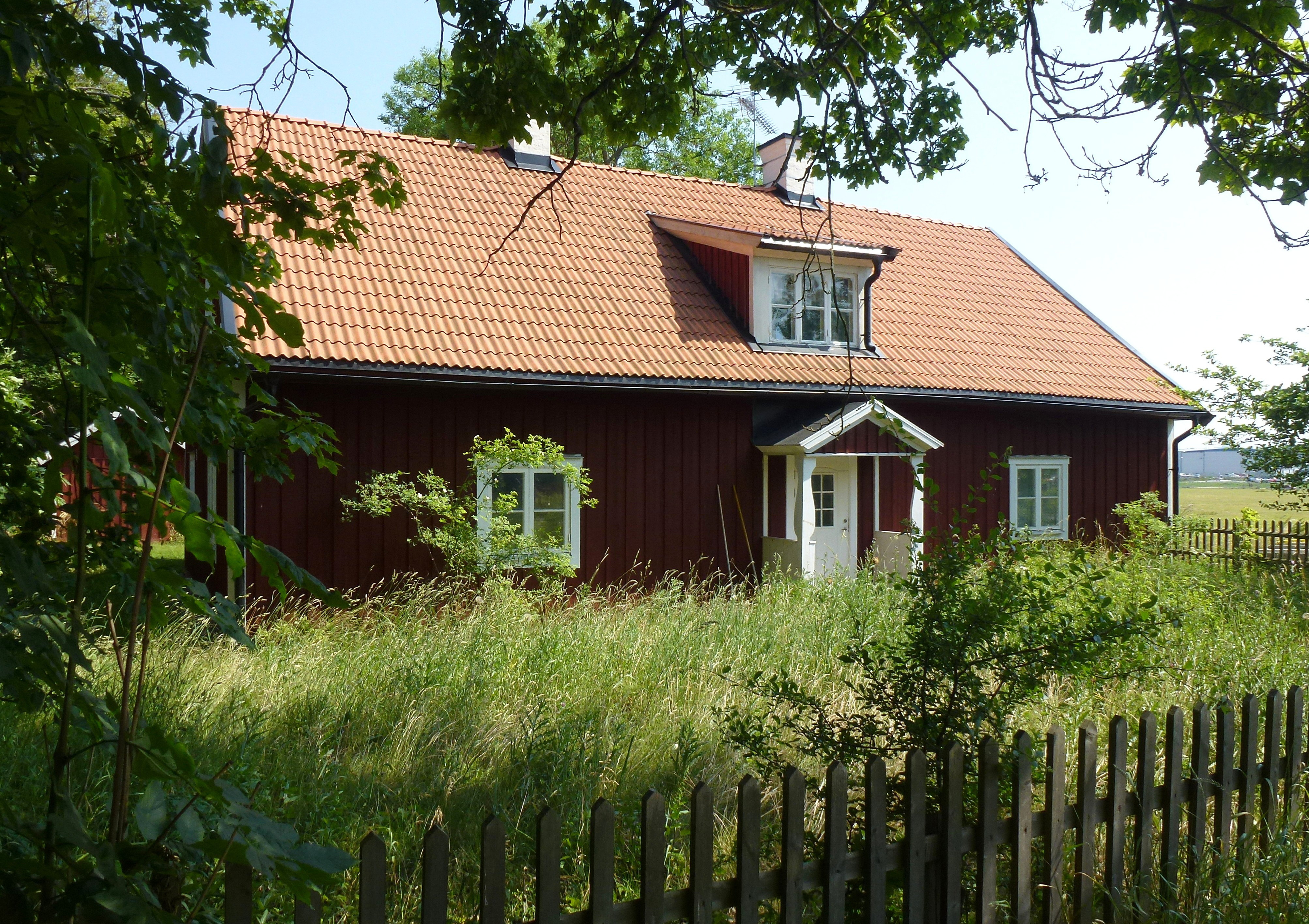
Bällsta gård, östra flygeln
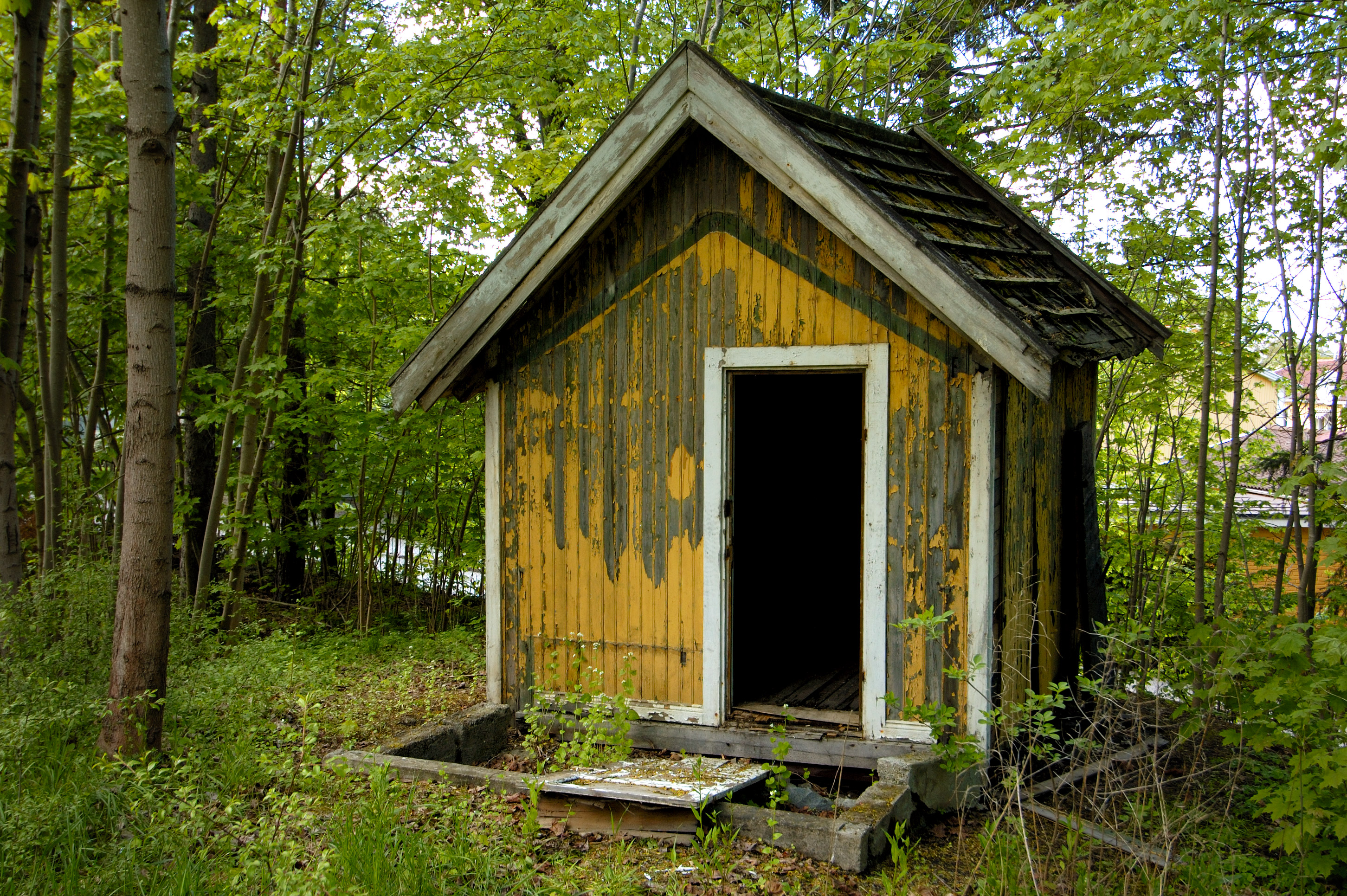
Karlssons skjul (nu rivet)